# Gabriel Ogando
Gabriel Mario Ogando (La Plata, 22 agosto 1921 – Buenos Aires, 16 luglio 2006) è stato un calciatore argentino, di ruolo portiere.

## Carriera
Ha debuttato in prima divisione a 18 anni con la maglia dell'Estudiantes che indossò per 14 stagioni consecutive.
Chiuse la carriera da riserva al River Plate bicampione del 1955 e 1956 dopo una breve parentesi all'Huracan. Giocò 5 partite in nazionale vincendo la Copa América del 1946.

## Palmarès

### Club
- Campionato argentino: 2

River Plate: 1955, 1956

### Nazionale
- Coppa America: 1

1946